# 洛基蒂
48°25′37″N 22°59′5″E / 48.42694°N 22.98472°E

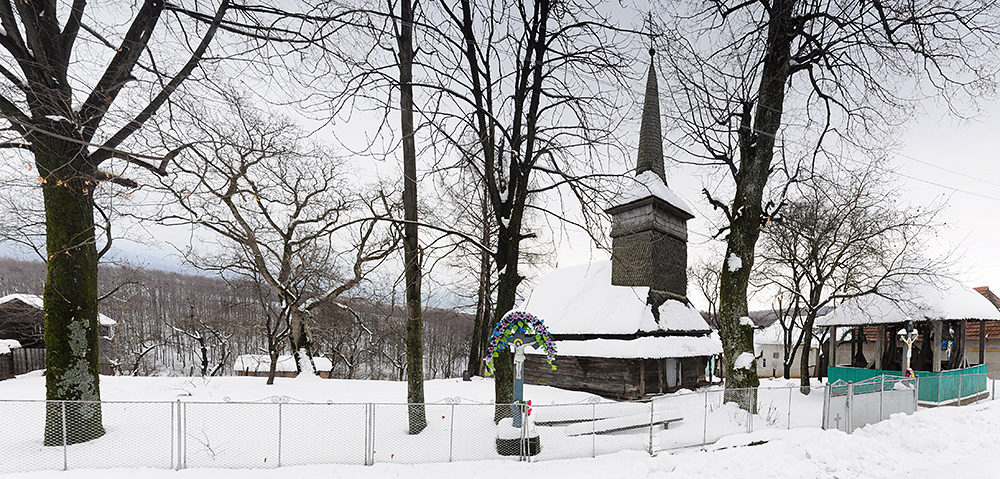

洛基蒂（烏克蘭語：Локіть）是烏克蘭西部外喀爾巴阡州胡斯特區的村莊。該村面積0.496平方公里，海拔高度376米，2001年人口336，人口密度每平方公里677.42人。